# Scottish National Gallery of Modern Art
National Galleries Scotland: Modern (tidligere Scottish National Gallery of Modern Art) er et kunstmuseum, der er en del af National Galleries Scotland, som ligger i Edinburgh, Skotland. Museet består af to bygninger; Modern One og Modern Two, og det huser en samling af moderne kunst og samtidskunst fra omkring 1900 til i dag i de to bygninger, som ligger på hver side af Belford Road.
Samlet har de to museer mere end 6000 malerier, skulpturer, installationer, videokunst, print og tegninnger.
I 2012 blev National Galleries of Scotland relanceret og de to museer på Belford Road gallerierne fik navnene Modern One og Modern Two.